# Mănăstirea Valea Mănăstirii
Mănăstirea Valea Mănăstirii este o mănăstire ortodoxă din România situată în satul Valea Mănăstirii, județul Argeș.